# Шишков, Алексей Николаевич
Алексей Николаевич Шишков (8 сентября 1947 года, Новосибирск — 25 сентября 2016 года) — советский и российский деятель органов государственной безопасности, российский государственный деятель, генерал-лейтенант в отставке. Член Совета Федерации от Законодательного собрания Краснодарского края (2003—2008). Действительный государственный советник РФ III класса.

## Биография
Родился в семье военнослужащего. Отец — Николай Николаевич, участник Гражданской войны и Великой Отечественный войны, гвардии полковник, один из организаторов народного хозяйства на Кубани. Мать — Ольга Ивановна, много лет проработала в газовой промышленности.
В 1965 году окончил Кавказское суворовское военное училище. Некоторое время в Октябрьском районном комитете ВЛКСМ г. Краснодара, одновременно в 1972 году экстерном окончил исторический факультет Кубанского государственного университета.
С 1973 года начал работать в органах государственной безопасности. В краснодарском краевом управлении КГБ начал службу в звании младшего лейтенанта. Дослужился до начальника УФСБ РФ по Краснодарскому краю. Участвовал в ликвидации грузино-абхазского конфликта (1992—1993). Обучался профессии чекиста на Высших курсах КГБ в Минске и в Высшей школе КГБ СССР им Ф. Э. Дзержинского в Москве (1980).
С 1990 года по 1999 год занимал пост заместителя, первого заместителя начальника управления КГБ (ФСБ) по Краснодарскому краю — начальника УФСБ в г. Сочи.
С 1999 года по 2003 год — начальник Управления ФСБ по Краснодарскому краю. Генерал-лейтенант.
С 2003 по 2008 год — член Совета Федерации от Законодательного собрания Краснодарского края. Занимал должность первого заместителя председателя комитета Совета Федерации по обороне и безопасности, был председателем комитета по политическим и правовым вопросам Парламентской ассамблеи стран Черноморского экономического содружества.
Являлся советником председателя Совета Федерации.
Вёл большую общественную работу. Был одним из организаторов и бессменных руководителей Общероссийской общественной организации и Международной ассоциации «Кадетское братство». В последние годы работал первым заместителем председателя международной ассоциации «Кадетское братство» и Общероссийской общественной организации «Российское кадетское братство».
Похоронен в Краснодаре на Славянском кладбище.

## Семья
Жена — известный кубанский журналист и писатель Светлана Шипунова-Шишкова.

## Награды
- Орден «За заслуги перед Отечеством IV степени» (2007 г.)[1].
- Орден «За военные заслуги» (1996 г.)[1].
- Орден Почета (1999 г.)[1].
- Медаль «За боевые заслуги» (1984 г.)[1].
- Знак «Почетный сотрудник госбезопасности» (1988 г.)[1].
- Почетный знак Службы внешней разведки «За службу в разведке» (2002)[1].
- Медаль «За выдающийся вклад в развитие Кубани» 1-й степени (1999 г.)[1].
- Орден Святого Сергия Радонежского (РПЦ)[1].
- Два ордена иностранных государств. Дважды награждён именным оружием[1].

## Память
- Мемориальная доска на доме по адресу улица Пушкина, 31, в котором жил последние десять лет.
- Установлен надгробный памятник генералу на Славянском кладбище Краснодара.